# قريوطة كيريونغية
قريوطة كيريونغية (الاسم العلمي: Caryota kiriwongensis) هو نوع نباتي يتبع جنس القريوطة من فصيلة الفوفلية.